# Federico Cristián Kaas
Federico Cristián Kaas (Copenhague, 1 de diciembre de 1727-Copenhague, 28 de marzo de 1804) fue un oficial naval danés y terrateniente, hermano de Ulrico Cristián Kaas.
Se unió a la marina como teniente segundo en 1747, se convirtió en vicealmirante en 1790 y en almirante en 1800. El 7 de enero de 1765, contrajo matrimonio en Constantinsborg con Sofía Isabel Charisius quien murió solo 4 años después. Como consecuencia, volvió a casarse en 11 de septiembre de 1771 en la Iglesia de Bøstrup con Edele Sofía Kaas. Fue elegido Caballero de la Orden de Dannebrog. En 1770 lideró una expedición punitiva en el Mediterráneo para bombardear y bloquear la ciudad de Argel en la Guerra danesa-argelina. En 1765-66 fue en misión diplomática a Marruecos.